# المعهد الهندي للدراسات الإسلامية
المعهد الهندي للدراسات الإسلامية هو معهد للدراسات الإسلامية، في نيودلهي بالهند. تأسست في عام 1963، على يد قادة مسلمين بارزين بما فيهم حكيم عبد الحميد [الإنجليزية]، الذي أسس فيما بعد جامعة جاميا حمدارد، المعهد المكلف بالحفاظ على التقاليد والثقافة الإسلامية في الهند. بالإضافة إلى هذا المعهد يعمل المعهد أيضًا على تعزيز الدراسات والأبحاث في الإسلام وكذلك الدراسات المقارنة. وهي مستودع للعديد من المجموعات حول الإسلام، ومعظمها مكتوب باللغتين الفارسية والعربية، كما تنشر أيضًا مجلة ربع سنوية، عنوانها: دراسات في الإسلام
وكان للمعهد أيضًا دور فعال في تمويل المركز الثقافي الإسلامي الهندي (IICC) ومقره دلهي في عام 1984.

## روابط خارجية
- الكتب الصادرة عن المعهد الهندي للدراسات الإسلامية